# 활성단층

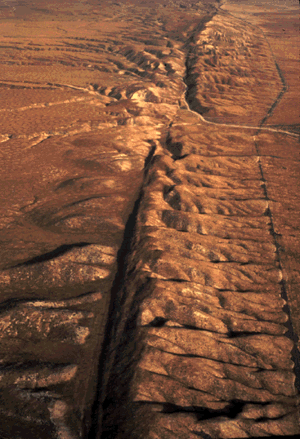
샌앤드레이어스 단층

활성단층 또는 활단층(active fault)은 단층 중 최근에도 지진이 발생하였고 미래에도 지진이 일어날 가능성이 높은 단층을 의미한다. 대체로 지질학자들은 1만년 이내에 단층 운동을 하였거나 그러한 운동이 있었다는 증거가 보인 단층을 활성단층이라 간주한다.그러나 나라마다 지질환경이 다르기 때문에 그 시간적 정의는 국가마다 다소 차이가 있으며 최근에는 주로 신생대 제4기 동안 (지금으로부터 약 200만 년 이내) 활동을 했던 단층을 활성 가능한 단층으로 보고 조사를 하는 추세이다. 대체로 활성단층은 판 경계간 지역 주변에 분포하고 있으며 이러한 활성단층은 보통 "내륙 지각 내 지진"(직하형지진)을 일으킨다.
일본 국토지리원에서는 단층의 규모에 따라 활단층을 A급 활단층에서 C급 활단층으로 구분하며, 일본 지진조사연구추진본부에서는 30년 내 지진 발생 위험도에 따라 S급 위험도(3% 이상)서부터 A급(0.1-3%), Z급(0.1% 미만), X급(확률 불명) 위험도로 구분한다.

## 확인
어떤 단층이 활성단층인지는 지형 조사, 지질학적 조사를 통해 확인한다. 특히 수천 년에 한 두번 간헐적으로 단층 운동이 발생하는 지역은 함몰 못, 단층 절벽 등의 특이한 지형이 만들어진다. 하지만 지형만으로 그런 지질 운동이 발생한 순서나 그 시기를 결정하긴 어려우므로 단층을 덮고 있는 토양을 트렌치로 도랑을 파서 지층의 단층차인 오프셋(offset)을 확인해 과거의 지진 활동을 추적하여 활성단층 여부를 파악한다. 또는, 단층 비지의 전자자기공명법(Electric Spin Rexonance) 즉 ESR 연대측정법을 통해 단층이 언제 마지막으로 운동했는지 알아낼 수도 있다. 활성단층이 있는 영역을 이용해 잠재적인 지진 위험을 분석하는 지진 예보에 여러 다른 요인과 함께 중요하게 사용된다.

## ESR 연대측정법
ESR 연대측정법은 단층에 발달한 단층비지나 제4기 퇴적층을 상대로 ESR 연대측정을 실시하여 단층이 언제 마지막으로 활동했는지 알아내는 방법이다. 이 방법을 활용해 여러 한국의 단층들이 제4기에 활동했다는 사실이 드러났다. 그러나 한국의 단층에서 ESR 연대값이 10만년 이하로 나온 경우는 현재까지 보고되지 않았다.

## 한국
한국에서는 추가령 단층, 신갈 단층, 왕숙천 단층, 단곡 단층, 오십천 단층, 금왕 단층, 공주 단층, 가음 단층, 양산 단층, 울산 단층 등에서 실시된 ESR 연대측정을 통해 약 10~100만 년 전에 이들 단층이 마지막으로 활동했다는 사실이 드러났다. 신생대 제4기 동안 활동했던 단층을 활성단층으로 간주한다면 이들 단층도 활성단층의 범주에 포함될 수 있다.

## 같이 보기
- 단층
- 한국의 단층
- ESR 연대측정법
- 추가령 단층
- 신갈 단층
- 왕숙천 단층
- 단곡 단층
- 오십천 단층
- 금왕 단층
- 공주 단층
- 가음 단층
- 양산 단층
- 울산 단층
- 한국의 지진
- 고유지진설
- 크리프 단층